# 3704-es busz
A 3704-es jelzésű autóbuszvonal Miskolc és Jósvafő (Miskolc – Sajószentpéter – Edelény – Jósvafő) között húzódó helyközi vonal, amelyet a Volánbusz Zrt. üzemeltet.

## Útvonala
A miskolci autóbusz-állomásról indul. A 26-os főúton halad Sajószentpéter felé, eközben az egykori Miskolci repülőtér, a szirmabesenyői, a sajókeresztúri és a sajóbábonyi elágazásokban, és a lerombolt BÉM mellett vezet útja. A vonal 12. kilométerén érkezik első városába, Sajószentpéterre. Itt a 27-es főút felé veszi az irányát, majd keresztezi a 92-es vasútvonalat és Dusnokpuszta településrészénél is elmegy. Belecsatlakozik a 2605-ös mellékút, aztán Edelény jön. Ezentúl a 94-es vasútvonallal párhuzamosan kanyarog, az ott fekvő Szendrőlád következik. nem sokkal később a Cserehát nyugati részében Szendrőt szolgálja ki, itt Rudabánya és Galvács felé biztosított az utazás (általában magas várakozási időre kell számítani). Ezek után a szomszédos Szalonnán a Rakaca-patak kisfalvai bekapcsoltak (4121-es busz) a város felé való eljutásra, több alkalommal vonalközi végállomás. Perkupán és a külterületén fekvő Jósvafő-Aggtelek vasútállomáson az Aggtelek-Rudabányai-hegység községei érhetőek el, lekanyarodik a 2603-as mellékútra, erre robog tovább. Nyugati irányban először Szin, majd Szinpetri kiszolgált, legvégül a megyeszékhelytől számított 100. percben végállomására, Jósvafőre ér.

## Közlekedése
Indításszáma mindössze hétköznap 2, hétvégén 1 pár, minden esetben a két végállomás közt közlekedik. A vonal törzsjárműve az NRL-927 rendszámú Mercedes-Benz Intouro.
| Viszonylat                             | Indításszám | Közlekedési rend |
| -------------------------------------- | ----------- | ---------------- |
| Miskolc, aut. áll. – Jósvafő, aut. vt. | 2 pár       | munkanapokon     |
| Miskolc, aut. áll. – Jósvafő, aut. vt. | 1 pár       | hétvégén         |

## Megállóhelyei
| 0  | Miskolc, autóbusz-állomás végállomás      | 0.0 km  | 1, 1G, 3, 3A, 4, 7, 11, 12G, 20, 20A, 24, 28, 32, 34G, 35, 43, 44, 45, 101B, 900, 914, 935 1050, 1053, 1369, 1370, 1372, 1373, 1374, 1375, 1376, 1377, 1380, 1381, 1383, 1384, 1410, 1411 3700, 3701, 3702, 3703, 3705, 3706, 3707, 3708, 3709, 3710, 3711, 3712, 3714, 3715, 3716, 3717, 3718, 3719, 3720, 3721, 3722, 3723, 3724, 3726, 3727, 3728, 3729, 3730, 3731, 3733, 3734, 3735, 3736, 3737, 3738, 3739, 3740, 3741, 3742, 3743, 3744, 3745, 3746, 3747, 3748, 3749, 3750, 3751, 3752, 3753, 3754, 3755, 3757, 3760, 3761, 3764, 3765, 3766, 3767, 3770, 3772, 3773, 3774, 3775, 3776, 3777, 4019 |
| 1  | Miskolc, Leventevezér utca                | 1.2 km  | 3, 12, 12G, 14, 14G, 20, 36, 54, 914 3700, 3701, 3702, 3703, 3705, 3707, 3714, 3754, 3757, 3760, 3761, 3763, 3764, 3765, 3770, 3772, 3773, 3774, 3775, 3776, 3777 |
| 2  | Miskolc, megyei kórház                    | 1.9 km  | 3, 3A, 12, 12G, 14, 14G, 20, 24, 36, 54, 914 1369, 1384, 1410, 1411 3700, 3701, 3702, 3703, 3705, 3707, 3708, 3709, 3711, 3714, 3754, 3757, 3760, 3761, 3763, 3764, 3765, 3766, 3767, 3769, 3770, 3772, 3773, 3774, 3775, 3776, 3777 |
| 3  | Miskolc, repülőtér bejárati út            | 2.8 km  | 3, 3A, 8, 12, 12G, 14, 14G, 20, 24, 36, 54, 240, 914 1369, 1384, 1410, 1411 3700, 3701, 3702, 3703, 3705, 3707, 3708, 3709, 3711, 3714, 3754, 3757, 3760, 3761, 3763, 3764, 3765, 3766, 3767, 3769, 3770, 3772, 3773, 3774, 3775, 3776, 3777 |
| 4  | Miskolc, Stromfeld laktanya               | 3.9 km  | 1369, 1384, 1410, 1411 3700, 3701, 3702, 3703, 3705, 3707, 3708, 3709, 3711, 3714, 3754, 3757, 3760, 3761, 3763, 3764, 3765, 3766, 3767, 3769, 3770, 3772, 3773, 3774, 3775, 3776, 3777 |
| 5  | Szirmabesenyői elágazás                   | 5.0 km  | 3700, 3701, 3702, 3703, 3705, 3707, 3708, 3709, 3711, 3714, 3754, 3757, 3760, 3761, 3763, 3764, 3765, 3770, 3772, 3773, 3774, 3775, 3776, 3777, 3797 |
| 6  | Sajókeresztúr, ipari park bejárati út     | 6.9 km  | 3703, 3707, 3708, 3709, 3711, 3754, 3757, 3760, 3761, 3763, 3764, 3765, 3770, 3772, 3773, 3774, 3775, 3776, 3797 |
| 7  | Sajóbábonyi elágazás                      | 9.4 km  | 3703, 3707, 3708, 3709, 3711, 3754, 3757, 3760, 3761, 3763, 3764, 3765, 3770, 3772, 3773, 3774, 3775, 3776, 3777, 3793, 3795, 3797 |
| 8  | Piltatanyai elágazás                      | 11.3 km | 3707, 3708, 3709, 3711, 3754, 3761, 3763, 3764, 3765, 3770, 3773, 3774, 3775, 3793 |
| 9  | Sajószentpéter, Kossuth utca 32.          | 13.1 km | 3707, 3708, 3709, 3711, 3754, 3761, 3763, 3764, 3765, 3770, 3773, 3774, 3775, 3793 |
| 10 | Sajószentpéter, városháza                 | 14.1 km | 3707, 3708, 3709, 3711, 3774, 3775, 3793, 4098 |
| 11 | Sajószentpéter, Váci Mihály utca          | 14.7 km | 3707, 3708, 3709, 3711, 3774, 3775, 3793, 4098 |
| 12 | Eprestanya                                | 16.3 km | 3707, 3708, 3709, 3711, 3774, 3775, 3793, 4098 |
| 13 | Dusnokpuszta bejárati út                  | 17.4 km | 3707, 3708, 3709, 3711, 3774, 3775, 3793, 4098 |
| 14 | Múcsonyi elágazás                         | 19.3 km | 3707, 3708, 3709, 3711, 3774, 3775, 3793 |
| 15 | Edelény, kollégium                        | 21.6 km | 3707, 3708, 3709, 3711, 3772, 3774, 3775, 3793, 4040, 4041, 4043, 4044, 4095 |
| 16 | Edelény, bányász lakótelep                | 22.0 km | 3707, 3708, 3709, 3711, 3772, 3774, 3775, 3793, 4040, 4041, 4043, 4044, 4095 |
| 17 | Edelény, Szentpéteri utca 6.              | 22.7 km | 3707, 3708, 3709, 3711, 3772, 3774, 3775, 3793, 4040, 4041, 4043, 4044, 4095 |
| 18 | Edelény, kórház bejárati út               | 23.6 km | 3707, 3708, 3709, 3711, 3772, 3774, 3775, 3793, 4040, 4041, 4043, 4044, 4095 |
| 19 | Edelény, kastély bejárati út              | 24.2 km | 3707, 3708, 3709, 3711, 3772, 3774, 3775, 3793, 4040, 4041, 4043, 4044, 4095 |
| 20 | Edelény, autóbusz-állomás                 | 24.6 km | 3703, 3707, 3708, 3709, 3711, 3713, 3772, 3774, 3775, 3776, 3793, 3795, 4040, 4041, 4043, 4044, 4092, 4093, 4094 |
| 21 | Edelény, Borsodi utca 70.                 | 25.5 km | 3703, 3707, 3708, 3709, 3775, 3776, 3793, 3795, 4040, 4041, 4043, 4092, 4093, 4094 |
| 22 | Edelény, Borsodi iskola                   | 26.3 km | 3703, 3707, 3708, 3709, 3775, 3776, 3793, 3795, 4041, 4043, 4092, 4093, 4094 |
| 23 | Szendrőlád vasúti megállóhely bejárati út | 29.7 km | 3703, 3707, 3708, 3709, 3775, 3793, 4041, 4093 személyvonat – Szendrőlád [94.] |
| 24 | Szendrőlád, sportpálya                    | 30.7 km | 3703, 3707, 3708, 3709, 3775, 3793, 4041, 4093 |
| 25 | Szendrőlád, községháza                    | 31.4 km | 3703, 3707, 3708, 3709, 3775, 3793, 4041, 4093 |
| 26 | Szendrőlád, autóbusz-forduló              | 32.1 km | 3703, 3707, 3708, 3709, 3775, 3793, 4041, 4093 |
| 27 | Büdöskútpuszta                            | 35.3 km | 3703, 3707, 3708, 3709, 3775, 3793, 4041, 4093 személyvonat – Büdöskútpuszta [94.] |
| 28 | Szendrő, vásártér                         | 38.1 km | 3703, 3707, 3708, 3709, 3775, 3793, 4041, 4093 |
| 29 | Szendrő, galvácsi elágazás                | 39.0 km | 3703, 3707, 3708, 3709, 3775, 3793, 4041, 4081, 4082, 4083, 4084, 4092, 4093, 4120 |
| 30 | Szendrő, Fő tér                           | 39.4 km | 3703, 3707, 3708, 3709, 3775, 3793, 4041, 4081, 4082, 4083, 4084, 4092, 4093, 4120 |
| 31 | Szendrő, mezőgazdasági telep              | 41.0 km | 3707, 3708, 3709, 3775, 4041, 4081, 4082, 4083, 4084 |
| 32 | Csehipuszta                               | 42.2 km | 3703, 3707, 3708, 3709, 3775, 4041, 4081, 4082, 4083, 4084 |
| 33 | Szalonna, bolt                            | 44.7 km | 3703, 3707, 3708, 3709, 3775, 4041, 4081, 4082, 4083, 4084, 4121 |
| 34 | Szalonna, Kossuth utca 57.                | 45.7 km | 3703, 3707, 3709, 4081, 4082, 4084, 4121 |
| 35 | Perkupa, községháza                       | 49.7 km | 3703, 3707, 4081, 4084, 4108, 4123, 4132 személyvonat – Perkupa [94.] |
| 36 | Jósvafő-Aggtelek vasútállomás             | 51.8 km | 3703, 3707, 4081, 4125, 4136 személyvonat – Jósvafő-Aggtelek [94.] |
| 37 | Szögligeti elágazás                       | 53.0 km | 3703, 3707, 4081, 4125, 4136 |
| 38 | Szin, orvosi rendelő                      | 54.6 km | 4081, 4125 |
| 39 | Szin, erdőgazdaság                        | 55.1 km | 4081, 4125 |
| 40 | Szin, kápolna                             | 55.6 km | 4081, 4125 |
| 41 | Szinpetri, Ady Endre utca                 | 57.7 km | 4081, 4125 |
| 42 | Szinpetri, autóbusz-váróterem             | 58.2 km | 4081, 4125 |
| 43 | Jósvafő, Petőfi utca 8.                   | 63.6 km | 4081, 4125 |
| 44 | Jósvafő, autóbusz-váróterem végállomás    | 64.1 km | 1034, 1054 4081, 4125 |